# Zita Perczel
Zita Perczel (ur. 26 kwietnia 1918 w Budapeszcie, zm. 4 kwietnia 1996 tamże) – węgierska aktorka filmowa i teatralna. Karierę zaczynała w latach 30. XX w., mając zaledwie 16 lat. Zagrała w filmie Béli Gaála Samochód z bajki (1934), który miał duży wpływ na kinematografię węgierską i zaliczany jest do klasyki kina.

## Życiorys

### Wczesne lata i edukacja

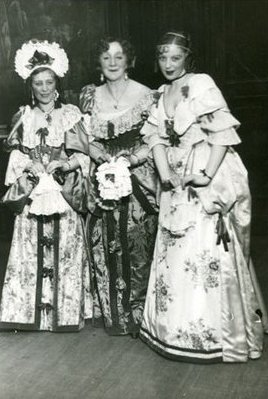
Piri Vaszary, Hettyey Aranka i Zita Perczel w sztuce Moliera Uczone białogłowy, w reż. Pála Siklóssy, Teatr Narodowy w Budapeszcie, 1934

Zita Perczel urodziła się w 1911 r. Jej ojcem był Mór Perczel, oficer wojskowy. Ojciec sprzedał rodzinną posiadłość, w której spędziła dzieciństwo, aby mogła realizować marzenia o karierze aktorskiej. Po ukończeniu szkoły średniej w Peszcie w 1932 r. rozpoczęła naukę w Akademii Teatralnej w Budapeszcie. W tym samym czasie uczęszczał do niej późniejszy reżyser Endre Gellért i aktorki Márta Fónay, Kató Király, Lili Móricz. Nauczycielka i aktorka Hettyey Aranka dostrzegła u Zity talent i poznała ją z ówczesnym dyrektorem Teatru Narodowego Kálmán Csathó, który zatrudnił ją w 1933 r. Porzuciła studia i rozpoczęła karierę sceniczną. W 1935 r. dyrektorem teatru został Antal Németh i zwolnił prawie całą obsadę. Zita otrzymała kontrakt, ale w ramach solidarności z innymi aktorami nie przyjęła go. Zatrudniła się w Teatrze Komedii, gdzie występowała w latach 1935–1937.

### Wczesna kariera filmowa

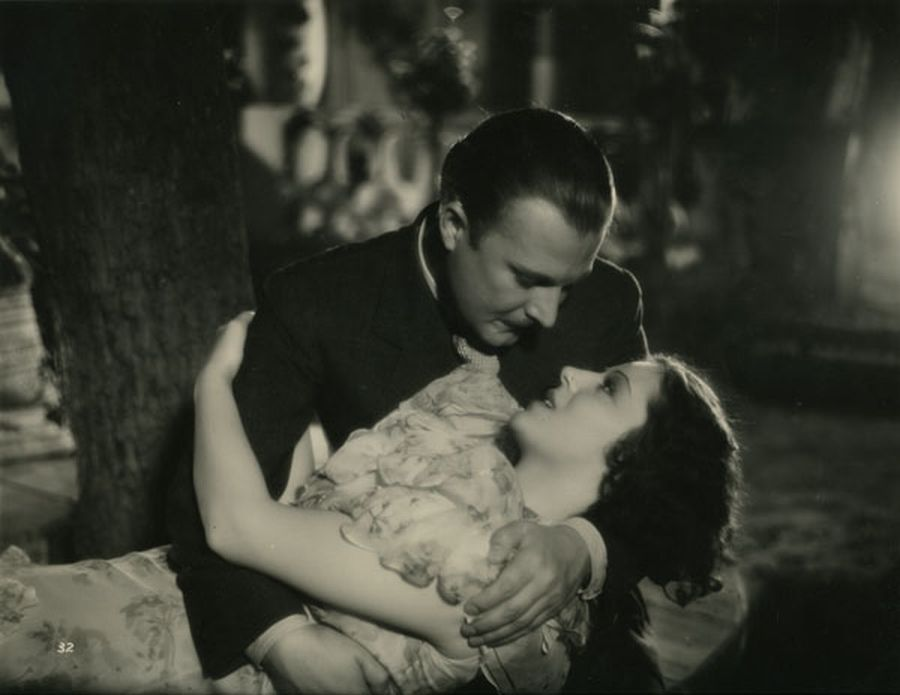
Zita Perczel i Delly Ferenc. Scena z filmu Az új rokon (1934)

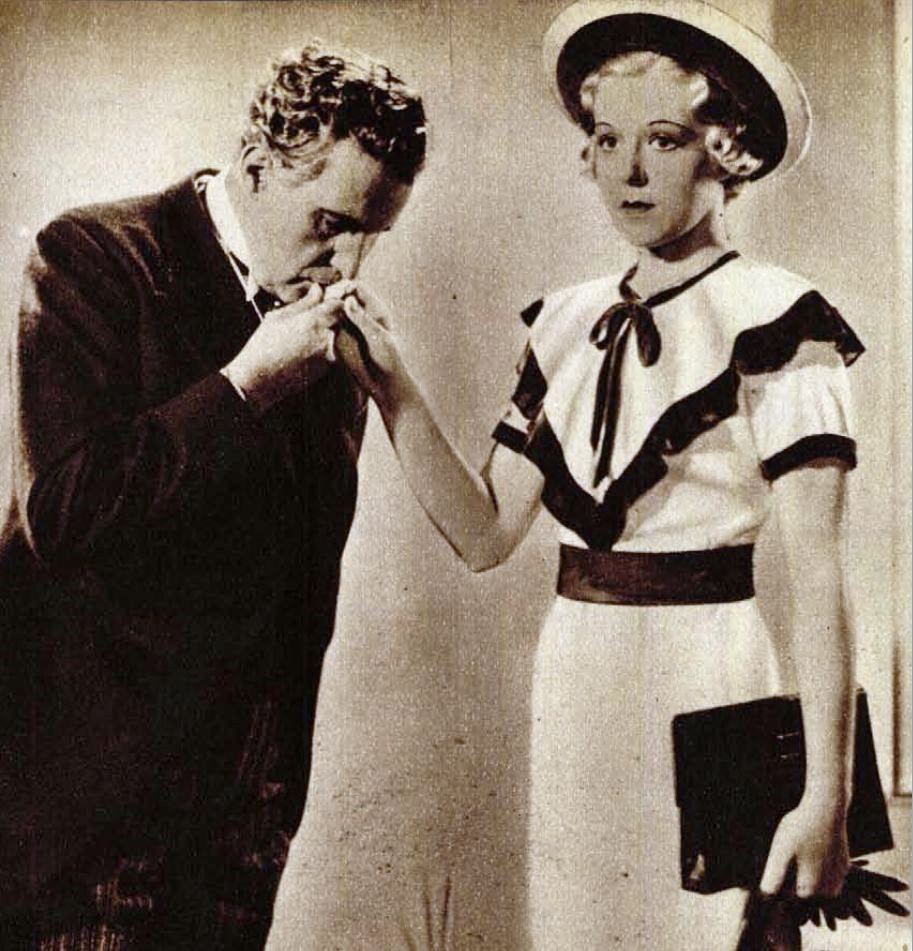
Zita Perczel i Somlay Artúr. Scena z filmu Budai cukrászda (1935)

Dzięki Csathó w 1934 r. otrzymała swoją pierwszą rolę filmową w komedii Béli Gaála Az új rokon. Powierzono jej jedną z głównych ról u boku Gyula Gózon, Lili Berky, Ferenca Delly i Gyuli Kabos. W 1934 r. zagrała w filmie Béli Gaála Samochód z bajki (Meseautó). Miał on duży wpływ na kinematografię węgierską. Perczel obsadzona została w roli skromnej dziewczyny, której bogaty bankier (Jenő Törzs) kupuje anonimowo samochód, aby zdobyć jej względy. W 1937 r. wystąpiła w filmie Steve Sekelyego Lovagias ügy. W następnym roku zagrała w dramacie filmowym Viktor Gertlera Marika.

### Wyjazd do Francji
Latem 1935 r. wraz z matką wyjechała na wakacje do Francji, gdzie poznała kilku filmowców. Dzięki nowym kontaktom w 1937 r. rozpoczęła występy na francuskiej scenie. W lutym 1938 r. odbyła się premiera sztuki Barbara w reżyserii Michela Duranda, w której powierzono jej tytułową rolę. 21 czerwca 1939 r. poślubiła francuskiego aktora Marcela Karsentego. W tym samym roku wyjechała z nim do Ameryki Południowej, gdzie miał zakontraktowane występy. W latach 1938–1940 grała w Nicei w St. Georges Theatre.

### Lata w Ameryce
Relacje z mężem zaczęły pogarszać się. Będąc już w ciąży wyjechała wraz z rosyjskim producentem Józefem Łukaszewiczem do Ameryki. Jej syn Aleksander Leo Attila Łukaszewicz urodził się w Nowym Jorku 7 września 1940 r. Wraz z drugim mężem mieszkała w Hollywood w latach 1940-1951 jednak nie występowała w tym czasie ani na scenie, ani w filmie. Obracali się w kręgu emigranckich rosyjskich i francuskich kół intelektualnych; w ich domu gościli m.in.: John Loden, Jean Renoir, Pierre Lazaroff i Antoine de Saint-Exupéry. Do przyjaciół pary należeli aktor Gyula Kabos, pisarz Melchior Lengyel i scenarzysta László Vadnay.
Przy jednej z produkcji męża poznała scenarzystę i producenta Borisa Ingstera. Po rozwodzie z Łukaszewiczem poślubiła go w 1944 r. Pierwsza córka, Mary Zita, urodziła się w 1945 r., druga, Nina, rok później. Ingster był jednym z głównych realizatorów hollywoodzkiego filmu noir. Byli małżeństwem do 1954 r.

### Powrót do Europy
W 1951 r. wróciła z córkami do Paryża i pozostała tam do 1966 r. W grudniu 1951 r. rozpoczęła pracę w Théâtre des Capucines. Wystąpiła ponad pięćset razy na scenie m.in. u boku Sachy Guitry’ego. W tym okresie poznała Mihály Lukács, Węgra mieszkającego we Francji. Związana z nim była do jego śmierci w 1959 r. W tym samym roku zmarli jej rodzice, których sprowadziła z kraju w 1957 r. Na początku lat 60. uległa poważnemu wypadkowi samochodowemu i przeszła kilka operacji. W 1966 r. przeniosła się do Madrytu, gdzie jej młodsza córka chodziła do szkoły średniej. W tym czasie jej starsza córka studiowała w Rzymie. Gdy Nina w wieku szesnastu lat zaszła w ciążę, Zita wynajęła duże mieszkanie z tarasem w rzymskiej dzielnicy Viadelle Fratte di Trastevere, gdzie zamieszkała z córkami i wnuczkiem Bobo. Zabierała często chłopca do muzeów, na wystawy i na koncerty. Ich mieszkanie odwiedzali artyści, malarze, rzeźbiarze, filmowcy, pisarze, dziennikarze z Francji i Węgier, m.in. rzeźbiarz Amerigo Tot, Miklós Hubay, Zoltán Huszárik.
Zita Perczel często uczestniczyła w programach Akademii Węgierskiej w Rzymie, gdzie w 1978 r. poznała operatora Eleméra Ragályiego, który przygotowywał się do kręcenia filmu Sukcesja Márty Mészáros. Po powrocie na Węgry zarekomendował reżyserce Zitę jako odtwórczynię jednej z głównych ról, wystąpił jednak problem z wizą. Biurokraci reżimu Jánosa Kádára pomylili Perczel z Zitą Szeleczky, która została skazana przez Sąd Ludowy po II wojnie światowej i musiała wyemigrować. W końcu udało się wyjaśnić nieporozumienie i w 1980 r. przyjechała na Węgry, aby zagrać w filmie arystokratyczną ciotkę u boku Isabelle Huppert, Lili Monori, Jana Nowickiego i Piotra Skrzyneckiego. W 1982 r. wraz z Hédi Temessy i Györgym Cserhalmim wystąpiła w filmie Ferenca Andrása Sęp. Film odniósł duży sukces w latach 80. dzięki czemu Zitę Perczel poznało również młodsze pokolenie widzów.
W latach 1980–1982 Zita Perczel spisywała swoje wspomnienia, które ukazały się w autobiograficznej książce Samotnym pasażerem bajkowego samochodu w 2000 r. Przedmowę i filmografię przygotowała Judit Bárdos.

### Odkrycie na nowo w ojczyźnie

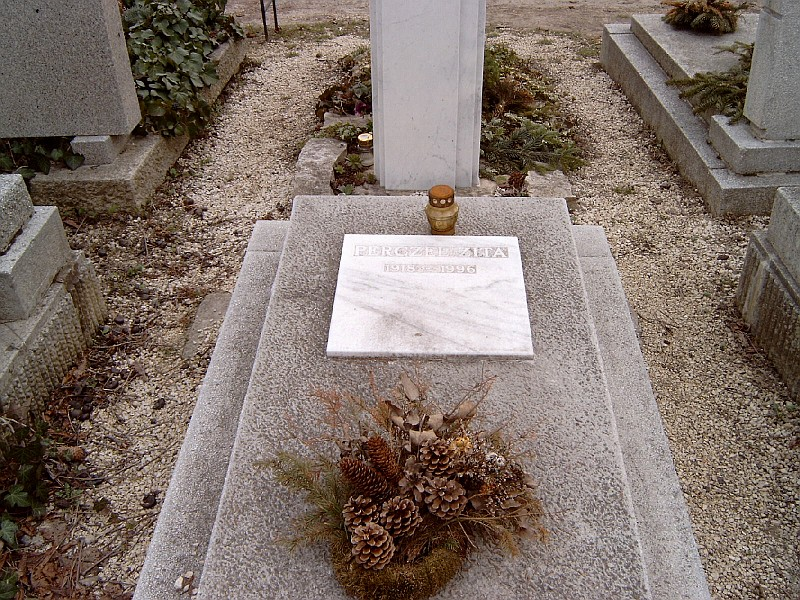
Grobowiec Zity Perczel, cmentarz Farkasréti, Budapeszt

Dopiero po zmianach politycznych w 1990 r. na Węgrzech dostała zaproszenie, aby wystąpiła na rodzimej scenie teatralnej. W 1991 r. wystąpiła w Teatrze Kameralnym w Budapeszcie w sztuce Noëla Cowarda Forgószínpad. Na widowi były jej córki i wnuk, którzy po raz pierwszy widzieli ją na scenie. Jej kariera na węgierskiej scenie rozkwitła na nowo po latach nieobecności. Telewizja węgierska realizowała wiele programów z „odkrytą na nowo” Zitą Perczel, rozmawiała z Andrásem Kernem o Józsefie Tímárie, wzięła udział w talk-show Imre Antala i programie Ágnes Csenterics, a Sándor Simó nakręcił o niej film dokumentalny.  
Jej życie zaczęło się toczyć między Rzymem a Budapesztem. W 1992 r. zagrała z Dorottyją Udvaros w filmie A nagy postarablás w reżyserii Sőtha Sándora. W 1994 r. zagrała główną rolę, hrabiny Szerémi, w sztuce Gergelya Csiky Babcia w Teatrz im. Katony Józsefa w Kecskemét, rodzinnym mieście. W 1995 r. otrzymała honorowy tytuł doctor honoris causa na Uniwersytecie Sztuki Teatralnej i Filmowej.
Zita Perczel zmarła 4 kwietnia 1996 r. w Budapeszcie. Została pochowana na cmentarzu Farkasréti.

## W kulturze
- Aktor i zmieniający się świat: Zita Perczel (Színész és változó világ: Perczel Zita), reżyser: Pál Gábor, MTV 1980[17].
- Zita Perczel na Węgrzech (Perczel Zita a Hunniában), reżyser: Sándor Simó, MTV 1990.
- Zita Perczel (Perczel Zita), reżyser: Béla Kolozsi, MTV 1996.
- Nieznana Zita Perczel (Az ismeretlen Perczel Zita) – dokument, scenarzysta i reżyser: András Ferenc, studio Focus-Fox 2015.

## Filmografia
| Rok                                  | Tytuł oryginalny                                              | Tytuł polski         | Rola                                  | Reżyser               | Uwagi         |
| ------------------------------------ | ------------------------------------------------------------- | -------------------- | ------------------------------------- | --------------------- | ------------- |
| Na podstawie Internet Movie Database |                                                               |                      |                                       |                       |               |
| 1934                                 | Az új rokon                                                   | -                    | Kitty                                 | Béla Gaál             | [ 19 ]        |
| 1934                                 | Meseautó                                                      | Samochód z bajki     | Kovács Vera                           | Béla Gaál             | [ 19 ] [ 20 ] |
| 1935                                 | Budai cukrászda                                               | -                    | Ilonka,córka Kassay'ego               | Béla Gaál             | [ 21 ]        |
| 1936                                 | Dunaparti randevú                                             | -                    | Tamássy Erzsi                         | Steve Sekely          | [ 22 ]        |
| 1937                                 | Lovagias ügy                                                  | -                    | Baba, Virág lánya                     | Steve Sekely          | [ 23 ]        |
| 1937                                 | Hetenként egyszer láthatom                                    | -                    | Vera Kolozs                           | Sándor Szlatinay      | [ 23 ]        |
| 1938                                 | Marika                                                        | Marika               | Ella                                  | Viktor Gertler        | [ 11 ]        |
| 1955                                 | Four Star Playhouse Sezon 4, Epizod 9: Something Very Special | -                    | Jeanette                              | Robert Florey         | [ 24 ]        |
| 1956                                 | Assassins et voleurs                                          | Mordercy i złodzieje | księżniczka Douraczenko - kleptomanka | Sacha Guitry          | [ 25 ] [ 26 ] |
| 1962                                 | À fleur de peau                                               | -                    | Irène                                 | Claude Bernard-Aubert | [ 27 ]        |
| 1980                                 | Örökség                                                       | Sukcesja             | Teréz                                 | Márta Mészáros        | [ 28 ]        |
| 1982                                 | Dögkeselyü                                                    | Sęp                  | Erzsébet Roska                        | Ferenc András         | [ 29 ]        |
| 1992                                 | A nagy postarablás                                            | -                    | staruszka                             | Sándor Söth           | [ 30 ]        |
| 1986                                 | Öregberény odc. Az alapítvány                                 | -                    | Auguszta                              | Levente Málnay        | [ 31 ]        |
| 1995                                 | Patika Episode #1.5                                           | -                    | artystka                              | Róbert Koltai         | [ 32 ]        |
| 1996                                 | A törvénytelen                                                | Bękart               | nie wymieniona                        | Ferenc András         | [ 33 ]        |
| 1996                                 | Kisváros odc. A jósnõ                                         | Miasteczko           | Pani Rosso                            | Lajos Fazekas         | [ 34 ]        |
| 1997                                 | Roseanna's Grave                                              | Grób Roseanny        | stara kobieta w sądzie                | Paul Weiland          | [ 35 ]        |